# Elizabeth Prelogar

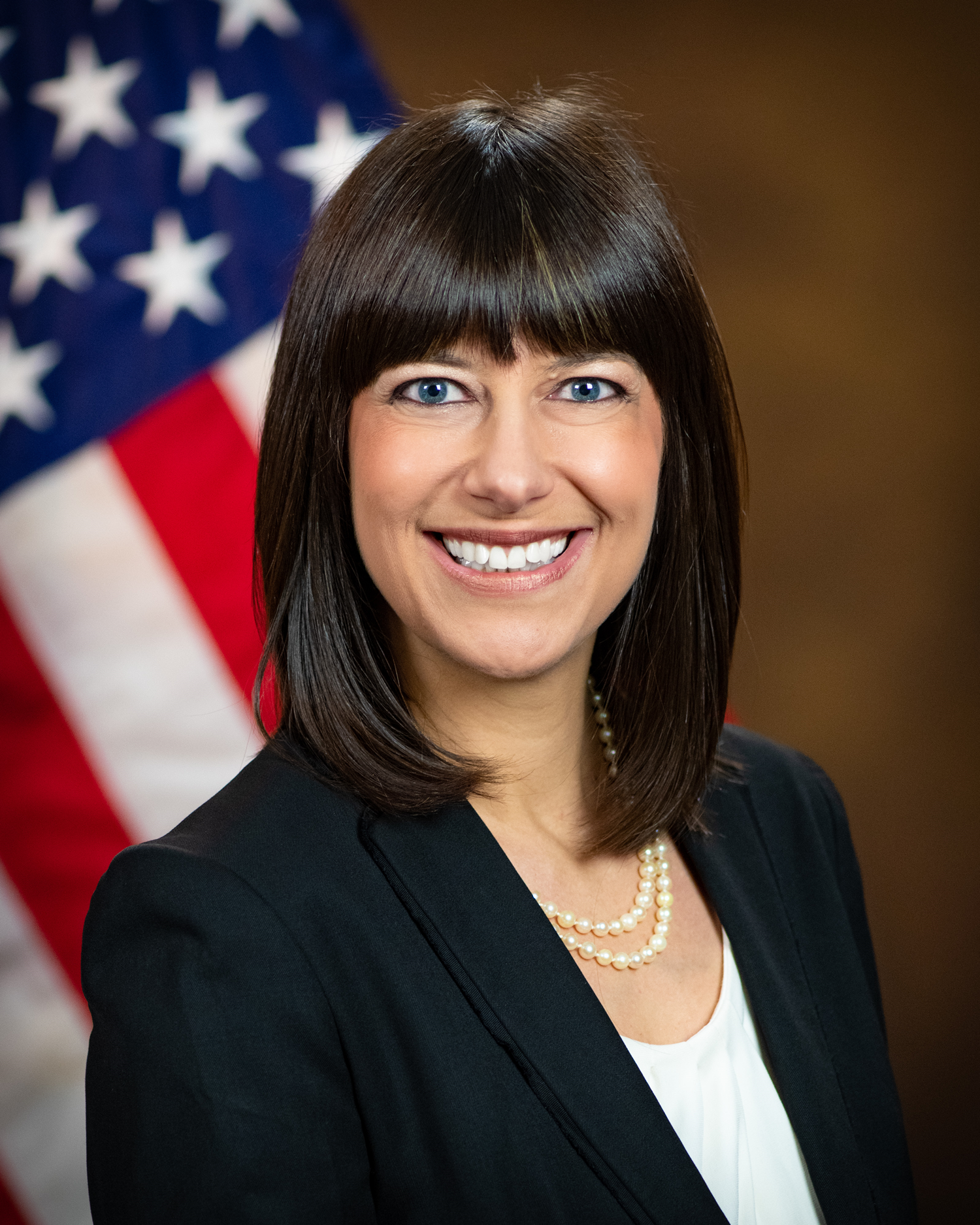
Elizabeth Barchas Prelogar

Elizabeth Barchas Prelogar (* 1980 in Boise, Idaho) ist eine US-amerikanische Juristin und war von 2021 bis 2025 Solicitor General of the United States.

## Leben
Sie besuchte die Emory University, wo sie Englisch und Russisch als Hauptfächer belegte und in die Endauswahl für das Rhodes-Stipendium kam. Sie schloss ihr Studium 2002 mit einem Bachelor of Arts ab. Ihr Anwaltsdiplom erhielt Elizabeth Barchas von der Harvard Law School 2005. Sie promovierte dort mit magna cum laude im Jahr 2008.
Sie arbeitete drei Jahre lang als Rechtsreferendarin, zunächst für Richter Merrick B. Garland vom US-Berufungsgericht für den District of Columbia Circuit von 2008 bis 2009, dann für die Richterin am Obersten Gerichtshof der USA Ruth Bader Ginsburg von 2009 bis 2010 und schließlich für die Richterin am Obersten Gerichtshof Elena Kagan von 2010 bis 2011. 
Sie war ab 20. Januar 2021, zu Beginn der Biden-Administration, als stellvertretende Generalstaatsanwältin (Dep. Solicitor General) tätig, bis Präsident Joe Biden ihre Nominierung am 11. August 2021 an den US-Senat weiterleitete. Vom 28. Oktober 2021 bis zum 20. Januar 2025 (Amtsantritt Donald Trumps) war sie Solicitor General of the United States.
Sie war Miss Idaho USA im Jahr 2001 und Miss Idaho im Jahr 2004. 2008 heiratete sie Brandon Prelogar in Guatemala. Das Ehepaar hat zwei Söhne.